# Попівка (Охтирський район)
Попі́вка (МФА: [popiŭka] ( прослухати)) — село в Україні, у Великописарівській селищній громаді Охтирського району Сумської області. Станом на січень 2025 року в селі ніхто не живе. Колишній орган місцевого самоврядування — Попівська сільська рада. До складу сільської ради входили також села Лугівка та Стрілецька — Пушкарка.
По території ліквідованої сільської ради протікають 2 річки: Ворскла, Ворсклиця. До центру громади Великої Писарівки відстань — 10 км.

## Географія
Село Попівка розташоване на березі річки Ворсклиця, вище за течією на відстані 1 км розташоване село Сподарюшине (Бєлгородська область), нижче за течією на відстані 1.5 км розташоване село Їздецьке.
Річка у цьому місці звивиста, утворює лимани, стариці та заболочені озера.
Село розташоване на кордоні з Росією.

## Історія

Пам'ятник Другій світовій війні та будинок культури у Попівці

### Давні часи
Село не має точної дати виникнення, як села Ямне і Вільне, проте найбільш вірогідна дата заснування поселення — 1795 рік (вперше згадується назва села). Але документи минулих часів, свідчать, то село Любимі Буди існувало вже в другій половині XVIII століття, а другу назву Попівка, одержало наприкінці того ж століття і вже в офіційних документах 1795 року значиться: «Поповка, Любимые Буды тожь». Засвідчено це в описах Харківського намісництва кінця XVIII століття. Мало село і третю назву «Монастирське». Спочатку загубилася назва Любимі Буди. Це сталося після переселення жителів з початкового їх поселення в Любиному Яру та на пагорбах Буд (так тепер називають цю частину лісу на пагорбах яру).

### Новий час
Дві назви Попівка та Монастирське зберігалися довго — до 1905 року, коли село остаточно стали називати Попівкою. Сучасне село утворене з трьох сіл: Попівки, Гутеновки, Кобилівки. Останні мають свою історію виникнення.
Попівка з її ще двома назвами виникла завдяки будівництву Вільнівського стрілечого монастиря. Його було розпочато в 70-х роках XVIII століття, обумовлене це будівництво проханням групи вільнівських служивих людей перед царем Олексієм Михайловичем. Коли були дано дозвіл на будівництво, постало питання про заготівлю будівельних матеріалів, а водночас постачання робочої сили. Тому Вільнівський воєвода з задоволенням приймав людей-втікачів з Правобережної України і поселяв їх на місцях будови. В 1684 році була збудована церква, та будівництво продовжувалось.

У розділі топографічний опис Харківського намісництва кінця XVIII століття по Богодухівському повіту значиться:
Вольновский монастирь построен 1725 г. коштомь монастырским и белгородского помещика майора Петра Кобылева, а старанием того жь монастыря игумена Илариона Томаря. Зазстоянием от Богодухова в 32 верстах. Внем один строитель.
 За досить короткий час монахи володіли великими багатствами: землями, лісами, сіножатями, різними господарськими будовами. Надалі монастир почав комерційну діяльність. І володіння його розрослися від Хотьмижського кордону до Гутенова ставка. Монахам належав млин у хуторі Верхолюджа з усіма будівлями, сіножаті в селі Станичному і багато чого іншого. Маючи таку кількість орної землі та сінокосів, монахи самі своїми силами не могли впоратися з усіма сільськогосподарськими роботами. Більшість робіт лягло на плечі жителів села. «В селі Монастирському селяни відбували панщину Троїцькому монастирю по три дні на тиждень» — зазначав А. І. Слюсарський в історичному нарисі про Слобідську Україну. Та, в 1786 році за указом цариці Катерини II монастирські привілеї були скасовані. Монастир втратив водночас всі багатства. Мешканці його почали розбігатися. Залишились тільки старі немічні монахи. Монастир перетворився у своєрідне місце заслання духовних осіб, які по тих чи інших причинах мали «гріхи». Подальше заселення монастиря подібними особами породило там такі неподобства, що не тільки вищі духовні особи, а навіть громадяни терпіти не могли і в 1796 році монастир було закрито. У приміщенні монастиря була відкрита церква. Землі церкві були виділені з фондів місцевих громадських земель. Селяни Монастирського були підпорядковані відомству колегії економії. В селі того часу нараховувалося 407 мешканців. Всім після закриття монастиря керувала в основному церква.
Інше походження має село Гутінівка. Це поселення виникло з появою Білгородської лінії укріплень. Вільнівський воєвода подарував боярському служивому Гутинову велику кількість сінних покосів по річці Ворсклиця. Син його, Петро Гутинов, в 1708 році одержав ще 60 «чвертей» землі, що перетворило його в поміщика. На своїй землі Гутинови поселили вихідців із Правобережної України, перетворивши їх у кріпаків. Від його прізвища і започаткувало свою назву село. Так само виникла теж Кобилівка.

### Новітній період
Радянська окупація встановлена в грудні 1917 року. З січня 1919 року і по березень 1923 року — до утворення районів — Попівка разом з Великою Писарівкою, Вільним і Ямним було волосним селом. Жителі села пройшли колективізацію, зазнали голод 1933 року, пройшли через страхіття другої світової війни. Жертви голодомору 1933 року були великі. Під час організованого радянською владою Голодомору 1932—1933 років померло щонайменше 276 жителів села.
Під час німецько-радянської війни оборонні бої Радянської армії в районі тривали з 12 по 19 жовтня 1941 року, по тому район, зокрема й Попівка, повністю були окуповані військами Вермахту.
У районі було створено партизанський загін, а також підпілля. Бійцем цього загону з жителів села Попівки був Мусієнко Михайло Кузьмич, який працював лісником. Від райкому партії він мав завдання по розміщенню баз продовольчих та боєприпасів, та забезпеченню конспіративної роботи радистів та інших бійців загону. Як і решта 48 партизанів та підпільників, 12 березня 1942 року він був схоплений і страчений окупантами. Похований разом з іншими бійцями партизанського загону в селі Пожня. Ще один з жителів Попівки мав відношення до партизанського руху, щоправда, не в районі — Пащенко Яків Андрійович, який воював у партизанському з'єднанні Вершигори. Інші жителі села, а їх не одна сотня, воювали на фронтах Другої світової.
Понад 180 воїнів загинуло в боях, пропало безвісти, померло в полоні. Це з жителів Попівки. Якщо брати по сільській Раді, то загинуло 308 осіб — Лугівка 65 чол., Стрілецька Пушкарка 54 чол. Більшість воїнів нагороджено орденами й медалями за мужність і відвагу проявлені в боях з ворогом. Вороги стратили ще двох патріотів-активістів — Білоконя Михайла Івановича та Кузьменка Антона Кузьмича — у березні 1943 року за непідкорення нацистському режиму. В Попівці страчені партизани, які не були жителями села — начальник штабу Великописарівського партизанського загону Петренко Володимир Федорович, 1911 року народження, уродженець Верещаків Черкаської області, та уродженка Вінниці Саніна Єлізавета Василівна, 1914 року (уродженка міста Севастополя?), страчені у лютому 1942 року.
Село визволене в серпні 1943 року 147-ю стрілецькою дивізією. Відбудовний період попівчани розпочали налагодженням колективних господарств «Перемога» і «Ударник». Артіль «Ударник» об'єднувала жителів Гутенівки та Кобелівки. З післявоєнних років і надалі життя висунуло ряд керівників, які є уродженцям села і в різні роки керували колективними господарствами, було їх 18, серед них: Д. Н. Паниченко, Є. Т. Остапенко Я. І. Майченко, М. М. Гуцал, Г. І. Волошенко, І. К. Кулик, Ф. М. Бірюков, М. В. Лагута, В. І. Сафонов. Найважчий період випав голові артілі «Ударник» Паниченку Дмитру Никоноровичу — з 1934 по 1941 рік та з 1945 — по 1951 — де відбулося об'єднання колгоспів.
Наприкінці 1940 — на початку 1950-х років на річці Ворсклиця будувалася гідроелектростанція, яка деякий час давала електроенергію. Щоправда, освітленням вона охоплювала тільки частину села. У зв'язку з недосконалістю будови та некваліфікованим доглядом за нею, у весняний паводок була зруйнована.
Працівники сільського господарства в цілому мали непогані показники. Хороші урожаї зернових та технічних культур щорічно одержували трударі. А у 1970-х, 1980-х роках, за трудові успіхи було нагороджено понад 100 працівників, з них 5 — орденом Трудового Червоного Прапора, а механізатор Негреба Павло Володимирович став кавалером двох орденів Трудової Слави.
12 червня 2020 року, відповідно до розпорядження Кабінету Міністрів України № 723-р «Про визначення адміністративних центрів та затвердження територій територіальних громад Сумської області», село увійшло до складу Великописарівської селищної громади.
19 липня 2020 року, в результаті адміністративно-територіальної реформи та ліквідації Великописарівського району, увійшло до складу новоутвореного Охтирського району.

#### Російсько-українська війна
14 квітня 2022 року російські військові обстріляли селище Велика Писарівка та село Попівка Охтирського району. З важкої артилерії вони скинули 120 міліметрові міни. В результаті обстрілу пошкоджені приватні будинки. Одна міна зруйнувала будинок, залетівши до хати. Загиблих чи поранених немає. Охтирська окружна прокуратура почала кримінальне провадження через порушення законів та звичаїв війни Росією на території України.
7 лютого 2023 року окупанти обстріляли село.
15 квітня 2024 року село тричі було обстріляно російськими агресорами.
24 травня 2024 року по селу з боку російського агресора зафіксовано 2 обстріли: 7 вибухів, ймовірно міномет 120 мм; 4 вибухи, ймовірно ствольна артилерія 122 мм; 1 вибух, ймовірно скид ВОГ з БПЛа; 3 обстріли: 18 вибухів, ймовірно міномет 82 мм.
24 червня 2024 року за інформацією ОК «Північ» населений пункт зазнав обстрілів з боку російського агресора. Зафіксовано 8 вибухів, ймовірно міномет 120 мм; 6 вибухів, ймовірно міномет 82 мм; 2 вибухи, ймовірно скид ВОГ з БПЛа; 3 вибухи, ймовірно ствольна артилерія 122 мм. 
14 липня 2024 року село обстріляли російські агресори. Зафіксовано 2 вибухи, ймовірно ФПВ-дрон та 2 вибухи, ймовірно скид ВОГ з БПЛа.  
16 липня 2024 року російські війська обстріляли село. Зафіксовано 2 вибухи, ймовірно міномет 120 мм.  
19 липня 2024 року близько 16:00, застосовуючи заборонені міжнародним правом методи ведення війни, ворог з артилерії (18 вибухів) обстріляв цивільну інфраструктуру села. Унаслідок атаки окупантів 62-річна жінка загинула, її 66-річний чоловік отримав поранення. Прокурори у взаємодії з іншими правоохоронцями документують наслідки обстрілів. У подальшому матеріали кримінального провадження будуть передані до Управління Служби безпеки України в Сумській області.  
28 липня 2024 року село знову обстріляли російські агресори. Зафіксовано 2 обстріли: 17 вибухів, ймовірно міномет 120 мм.  
1 серпня 2024 року село знову обстріляв російський агресор. Зафіксовано 4 вибухи, ймовірно НАР з гелікоптера; 3 вибухи, ймовірно міномет 82 мм.    
3 серпня 2024 року російські війська знову обстріляли село. Зафіксовано 5 вибухів, ймовірно міномет 82 мм; 2 вибухи, ймовірно міномет 120 мм.    
5 серпня 2024 року війська російського агресора обстріляли село. Зафіксовано 2 вибухи, ймовірно міномет 82 мм.  
10 серпня 2024 року село знову зазнало ворожих російських атак. Як повідомили в оперативному командуванні «Північ» зафіксовано  2 обстріли: 10 вибухів, ймовірно міномет 120 мм.    
11 серпня 2024 року село вчергове обстріляв агресор. Як повідомили в оперативному командуванні «Північ» зафіксовано 8 вибухів, ймовірно міномет 82 мм.    
14 серпня 2024 року Попівка зазнала чергової атаки агресора. Оперативне командування «Північ»  зафіксувало 20 вибухів, ймовірно міномет 120 мм; 16 вибухів, ймовірно міномет 82 мм..    
17 серпня 2024 року оперативне командування «Північ» повідомило про обстріли Сумської області. Серед постраждалих населених пунктів село Попівка – 5 вибухів, ймовірно міномет 82 мм.   
26 серпня 2024 року російські загарбники продовжували обстрілювати прикордонні території Сумської області. Зокрема в селі зафіксовано 3 обстріли: 20 вибухів, ймовірно міномет 120 мм; 5 вибухів, ймовірно міномет 82 мм; 1 вибух, ймовірно скид НВП з БПЛа.   
27 серпня 2024 року оперативне командування «Північ» інформує про обстріли села. Зафіксовано 17 вибухів, ймовірно ствольна артилерія 152 мм; 2 обстріли: 4 вибухи, ймовірно скид ВОГ з БПЛа.  

## Населення
Згідно з переписом УРСР 1989 року чисельність наявного населення села становила 1304 особи, з яких 570 чоловіків та 734 жінки.
За переписом населення України 2001 року в селі мешкало 1058 осіб.

### Мова
Розподіл населення за рідною мовою за даними перепису 2001 року:
| Мова       | Чисельність | Відсоток |
| ---------- | ----------- | -------- |
| українська | 1028        | 95,01%   |
| російська  | 50          | 4,63%    |
| білоруська | 2           | 0,18%    |
| інші       | 2           | 0,18%    |
| Усього     | 1082        | 100%     |

## Персоналії
- Алфьоров Аркадій Миколайович (1814?—1872) — колекціонер та дослідник гравюр; землевласник Сумського та Валківського повітів Харківської губернії.
- Лелеко Сергій Анатолійович — український військовик, учасник російсько-української війни[29][30]

## Історія Попівської сільської ради
З грудня 1962 по грудень 1966 року — Попівська сільська рада Охтирського району Сумської області, а з січня 1967 — Великописарівського району.
Сільська рада утворена в 1921 році. У грудні 1959 року у зв'язку з укрупненням, до сільської ради ввійшло ще два села: Лугівка та Стрілецька — Пушкарка.

## Сьогодення
У підпорядкуванні сільської ради були: Попівська восьмирічна школа, Гутинівська початкова школа, Попівський СБК, бібліотека, ФАП, Лугівська початкова школа, Лугівський СБК, бібліотека, Стрілецько-Пушкарська початкова школа, СБК, ФП.
У селі народився вчений, генетик, селекціонер, керівник фітоселекційної станціх "Чаплі" в Асканії-Нова Коварський Анатолій Юхимович (1904 -1974 рр.)